# 建設資材
建設資材（けんせつしざい、英: construction material）とは、建設工事において使用されるあらゆる材料のことである。

## 建設資材単価
建設工事の積算において、資材の単価は後述のとおり、契約時点の実勢価格を重視して決定するとしているが、実勢価格は工事の種類・規模・発注の時期・施工地域等によって千差万別であり、細かく対応するには膨大な情報を必要とする｡そこで多くの発注者は一定の資料、定期的に実施する調査の結果によって決定している｡積算の目的は工事費の総価を算出することにあるので、積算そのものが体系化され、標準化される方向にある中で、単価決定の基準のみをいたずらに細かくしてみても、多くの労力を要し、総体的にバランスを欠くことになり意味のないこととなる。基本的には資材の請負工事費に占める割合を考慮しつつ単価を決定すべきである。
資材単価は、物価資料（財団法人建設物価調査会発行の『建設物価』、財団法人経済調査会発行の『積算資料』をいう）、見積り、発注者が特別に実施する調査等を基礎として原則として下記により決定する。ただし、価格の変動の著しい場合は、物価資料の速報版等により実勢を考慮のうえ適正に決定する。また、工事の規模・工種・施工箇所・施工条件等によっては、一定の基準で決定された単価に比較して不適当な場合は特別に決めてよいこととして、単価決定に弾力性をもたせ、資材を主要資材と一般資材に分類する。
工事費に占めるウェイトの高い生コンクリート、 アスファルト合材、鉄筋コンクリート、骨材を主要資材という。決定価格は原則として毎月見直す。
主要資材以外の資材決定方法は原則として「積算資料｣または「建設物価」のいずれかの価格を採用するが、ただし同一材料については物価資料を交互に使用することはしない。価格は年度当初に決定したものを年度途中で1回程度見直す。なお資材によっては公表価格のあるものがあるが、公表価格は原則として割引きを行わない。
資材価格を見積りによって決定する場合、見積りを徴収する場合は形状寸法・品質・規格・数量・納入時期および納入場所等の条件を提示し見積り依頼を行う。
見積りは原則として3社以上から徴収するが、ただし見積書の数が多い決定方法は、異常値を排除し平均値とする場合、最頻度価格を採用する。